# 森山久史
森山 久史（もりやま ひさし）は、日本の証券アナリスト、JPモルガン証券市場調査本部株式調査部長マネジングディレクター。
産業用電機セクター/精密・製造装置セクター、日本証券アナリスト協会検定会員。

## 来歴
新日本証券、クレディ・リヨネ証券を経て2002年4月にJPモルガン証券に入社した。
2015年にJPモルガン証券の株式調査部長に就任した。
2022年時点ではJPモルガン証券の市場調査本部株式調査部長マネジングディレクターを務める。

## ランキング
2008年から2014年の期間において日経ヴェリタスのアナリスト・ランキングで連続上位3位以内。
トムソン・ロイター アナリスト・アワード・ジャパン2018、業績予想部門-業種別、テクノロジー・ハードウェア業種 ２位。

## 評価
アジアおよびEMEA地域を統括するインターナショナル株式調査責任者のスニー ル・ガーグは、「J.P .モルガンではグローバル・ネットワークを最大限に活用することで、企業の国境を超えた事業に関する情報収集や国際比較を強化し、セクターおよび企業分析 を深化させています。森山にはグローバル・チームとの連携拡大と若手アナリストの育成に一段と尽力してもらえるとみています。」と述べている。
また、JPモルガン証券社長兼CEOの李家輝は、「森山は金融業界で25年以上の経験を有し、株式業務においては営業と調査の両方の知見を備えたベテランとしてお客様から厚い信頼を 得ています。今後は、当社のマクロ調査チームとも連携しながら、国内外の投資家のお客様に一段と付 加価値の高いサービスを提供できるようチームを牽引してもらえることを期待しています。」とコメントした。

## 分析
韓国と日本間の半導体の問題に関して以下のように分析していた。「半導体の市場規模は大きく50兆円。現在はサムスンとＳＫハイニックスで世界の26％のシェア。韓国の株式市場の25％がこの２社なので、半導体のビジネスが韓国経済の４分の１を占めている。その半導体作るための材料を日本メーカーが高いシェアで製造している。これら材料が世界の半導体メーカーに使用されているので、出荷停止になると半導体を作れない状態になる。特に現像材料のレジストはＪＳＲや東京応化など５社でほぼ世界市場の80％を占めているので、この輸出が韓国向けにできなくなると、サムスンやＳＫハイニックスは在庫がある間は作れるが、在庫は２～４ヵ月しかないので、半導体の生産自体が難しくなる。ＮＡＮＤフラッシュメモリ（画像や音楽、動画をスマートフォンやパソコンに記録するための半導体）も世界トップはサムスンだが、日本の東芝メモリが、仮に韓国メーカーが生産できなくなった分は、マーケットシェアを上げる可能性も出てくると推定される。日本の素材メーカーは一時的に輸出規制で売上が減る部分はあるが、半導体メーカーの間でのシェアの移動等があり、そのシェアを取ったメーカーに対する売り上げが増えるので、将来的には、そう大きな減少にはならない可能性がある。」

## 出演/解説
- 2008年　Bloomberg  “アジア太平洋地域の 株式の格付け変更、新規格付け”[8]
- 2010年　東洋経済オンライン　"HOYA、創業家経営者に問われる“負の影響力”の自覚《新しい経営の形》"[9]
- 2011年　日本経済新聞　"＜東証＞アドテストが年初来安値　JPモルガンが判断引き下げ"[10]
- 2013年　日本経済新聞　"＜東証＞シチズンHDが反落　JPモルガンが投資判断引き下げ"[11]
- 2016年　Bloomberg  “米ＪＰモルガン：日銀出身の２人を採用、マクロ経済や銀行調査で”[12]
- 2016年　日本経済新聞　"東芝に厳しい視線「減損3000億円規模」の見方も"[13]
- 2018年　日本経済新聞　"東芝、経営危機からの再起動　デジタルで成長探る"[14]
- 2019年　テレ東BIZ　"韓国への輸出制限で半導体に大ダメージ　日本への影響は？専門家に聞く"　[15]
- 2019年　日本経済新聞　"＜東証＞ニコンが大幅高　「特許訴訟で和解」を好感"[16]
- 2021年　マイナビニュース　"5人のトップ証券アナリストが見通す2021年の世界半導体製造装置市場"[17]
- 2021年　日本経済新聞　"沸騰 半導体株　変わる勝ち組、世界を動かす黒子たち"[18]